# Pentoo
Pentoo è una distribuzione linux Live CD e USB Live progettata per i test di penetrazione e valutazione della sicurezza. Basato su Gentoo Linux, Pentoo è fornita sia come CD live che per le architetture a 32 e 64 bit. Pentoo è inoltre disponibile come overlay per un'installazione esistente di Gentoo. È dotata di iniezioni di pacchetti composti come driver wifi, GPGPU software di cracking e un sacco di strumenti per i test di penetrazione e valutazione della sicurezza. Il kernel di Pentoo comprende la graffatura e la PAX rafforzata e patch aggiunte - con binari compilati da un toolchain rafforzato con le ultime versioni 'notturne' di alcuni strumenti disponibili.

## Caratteristiche
Disponibile nelle versioni a 32 e 64 bit, quest'ultima ha un aumento significativo della velocità rispettivo a quella di 32 bit
Include l'ambiente richiesto per crackare le password utilizzando GPGPU con openCL e CUDA configurati 'out of the box'.
Costruito su linux rafforzato, include un kernel rafforzato e toolchain.
Utilizza una sovrapposizione Pentoo, che consente di creare strumenti in cima a una generazione standard di Gentoo.
Anche se l'ultima versione ufficiale è stata 2009.0, ci sono ancora regole e aggiornamenti per l'overlay per mantenere aggiornata la distribuzione. L'aggiornamento: 2012.0 era stato ufficialmente pubblicato il 30 luglio 2012. 
Supporta la crittografia a disco completo con LUK se installato su disco rigido (HDD).